# Adret
Adret (dosłoneczny stok) – termin geograficzny określający stok góry lub wzgórza będące bardziej nasłonecznione w stosunku do przeciwnego stoku tego samego wzniesienia bądź pasma górskiego. Na półkuli północnej są to stoki południowe (eksponowane na południe), natomiast na półkuli południowej – północne (eksponowane na północ).
Stok dosłoneczny, jako poddany intensywniejszej insolacji, charakteryzuje się wyższą temperaturą, która sprzyja rozwojowi roślinności na nim. W związku z tym piętra roślinności górskiej są na tych stokach przesunięte o ok. 200 m w stosunku do stoku przeciwsłonecznego. Na półkuli północnej dosłonecznych stokach południowych, granice między poszczególnymi piętrami roślin przesuwają się w dół. Na półkuli południowej natomiast jest odwrotnie z powodu odmiennej strony górowania Słońca. Intensywniejsze nasłonecznienie stoków dosłonecznych sprzyja rozwojowi osadnictwa, upraw oraz wypasu zwierząt. Bardzo powszechną formą zagospodarowania tych stoków są m.in. winnice.